# Uridin
Uridin, C9H12N2O6, är en nukleosid. Den bildas genom att kvävebasen uracil sätts ihop med en ribosgrupp (eller mer specifikt, en ribofuranos) via en β-N 1 - glykosidbindning.

## Egenskaper
Uridin är en av de fem standardnukleosider som utgör nukleinsyror, de andra är adenosin, tymidin, cytidin och guanosin. Den är en fast, vattenlöslig substans och utgör en viktig beståndsdel i ribonukleinsyror.
Uridin spelar en roll i glykolysprocessen för galaktos. Det finns ingen katabolprocess för att metabolisera galaktos. Därför omvandlas galaktos till glukos och metaboliseras i den vanliga glukosprocessen. När väl inkommande galaktos har omvandlats till galaktos 1-fosfat (Gal-1-P), allt med en reaktion med UDP-glukos, en glukosmolekyl bunden till uridindifosfat (UDP). Denna process katalyseras av enzymet galaktos-1-fosfat uridyl transferas och överför UDP till galaktosmolekylen. Slutresultatet är UDP-galaktos och glukos-1-fosfat. Denna process fortsätter för att möjliggöra en korrekt glykolys av galaktos.

## Kostkällor till uridin
Vissa livsmedel som innehåller uridin i form av RNA är listade nedan. Även om det hävdas att praktiskt taget ingen uridin i denna form är biotillgänglig - vilket framgår av Handschumacher laboratory vid Yale School of Medicine, 1981 – eftersom det förstörs i levern och magtarmkanalen, och inget födoämne, som konsumeras, har på ett tillförlitligt sätt visat sig höja uridinnivån i blodet. Detta motsägs av Yamamoto et al, som visat att uridinnivån i blodplasma ökade 3,5 gånger 30 minuter efter intag av öl, vilket tyder på motstridiga uppgifter. Å andra sidan ökar etanol (som finns i öl) på egen hand uridinnivån, vilket kan förklara den höjning av uridinnivån i studien av Yamamoto et al.
Födoämnen med påvisat innehåll av uridin:
- Sockerrörsextrakt
- Tomater (0,5 till 1,0 g uridin per kg torrvikt)
- Bryggerijäst (1,7% uridin av torrvikt)
- Öl
- Broccoli
- Inälvsprodukter (lever, pankreas, etc.)